# عساف ياجوري
عساف ياجوري (بالعبرية: אסף יגורי، من مواليد 13 فبراير 1931، توفي في 18 مارس 2000) كان عسكرياً إسرائيلياً وسياسياً شغل منصب عضو في الكنيست عن الحركة الديمقراطية للتغيير وحزب ياد بين عامي 1977 و1981.

## سيرته الشخصية
وُلد ياجوري في كيبوتس ياغور خلال فترة الانتداب البريطاني على فلسطين وكان عضواً في اللجنة المركزية لاتحاد الطلاب الشباب والعمال (ها-نوعار ها-عوفيد في-ها-لوميد)، كما كان عضواً في شريحة شباب من حركة المستوطنات (ها-كيبوتس ها-مئوحاد). أصبح أمين صندوق ياغور وانضم إلى الخدمة المدنية وأصبح في النهاية مسؤولاً عن التجارة في هيئة الموانئ الإسرائيلية. واصل منصب مدير التطوير السياحي في جنوب سيناء، وكان مديراً لقافلة نيف ميدبار في شرم الشيخ وشركة إجازات القرى. خلال حرب أكتوبر، قاد كتيبة دبابات في سيناء وأسره الجيش المصري. وقد أُفرج عنه بعد 46 يوماً في تبادل للأسرى.
في 1977 التحق بالحركة الديمقراطية للتغيير المنشأة حديثاً وترشح للكنيست على قائمة الحزب في الانتخابات في وقت لاحق من ذلك العام. عندما انقسم الحزب في العام التالي، أنشأ حزب جديد يتزعمه رجل واحد، باسم ياد. لكنه فقد مقعده في انتخابات 1981 حيث فاز حزب ياد بعدد 1,228 صوتاً فقط.
توفي ياجوري في عام 2000 عن عمر يناهز 69.

## وصلات خارجية
- عساف ياجوري على الموقع الإلكتروني للكنيست